# هنري إل. بينكني
هنري إل. بينكني هو سياسي أمريكي، ولد في 24 سبتمبر 1794 في تشارلستون في الولايات المتحدة، وتوفي بنفس المكان في 3 فبراير 1863. نشط حزبياً في Nullifier Party ‏. وقد انتخب عضو مجلس النواب الأمريكي ‏.